# Multioppia xinjiangensis
Multioppia xinjiangensis är en kvalsterart som beskrevs av L. Wang, Zheng, X. Wang, X. Zhang och Wen 1990. Multioppia xinjiangensis ingår i släktet Multioppia och familjen Oppiidae. Inga underarter finns listade i Catalogue of Life.